# Acarina
Acarina, zajednički naziv za grinje i krpelje, životinje koje spadaju među prve kopnene člankonošce. Najstariji potječu iz kasnog devona, ali su zbog svoje male veličine rijetki u fosilnim zapisima.
Njihova dva velika reda su Acariformes i Parasitiformes.